# Burkhard von Weißpriach
Burkhard von Weißpriach (Villaco, 1420/1423 – Salisburgo, 16 febbraio 1466) è stato un cardinale e arcivescovo cattolico austriaco.

## Biografia
Figlio di Burkhard II von Weißpriach e Anna von Liechtenstein-Castelkorn, nacque nel castello di famiglia di Weißpriach, presso Villach; frequentò gli studi presso l'università di Vienna dal 1437.
È stato protonotario apostolico e canonico del capitolo della cattedrale di Salisburgo nel 1448.
Fu creato cardinale presbitero da papa Pio II nel concistoro del 5 marzo 1460, ma venne pubblicato solo nel concistoro del 31 maggio 1462 ricevendo il titolo cardinalizio dei Santi Nereo e Achilleo.
Eletto arcivescovo di Salisburgo il 16 novembre 1461 con il voto unanime del capitolo della cattedrale, è stato confermato il 15 gennaio 1462 dal papa che gli ha inviato il pallio tre giorni dopo, il 18 gennaio. Ha preso possesso della sua sede il 23 gennaio 1462. È stato consacrato vescovo il 9 maggio 1462 da Ulrich von Plankenfels, vescovo di Chiemsee. È stato il secondo arcivescovo di Salisburgo a diventare cardinale dalla creazione di Konrad von Wittelsbach nel XII secolo ed il primo a risiedere fuori Roma.
È morto a Salisburgo dopo una lunga malattia il 16 febbraio 1466 ed è stato sepolto nella cattedrale metropolitana.

## Genealogia episcopale
La genealogia episcopale è:
- Vescovo Ulrich von Albeck
- Arcivescovo Johann von Reisberg
- Vescovo Silvester Pflieger
- Arcivescovo Sigmund von Volkersdorf
- Vescovo Ulrich von Plankenfels
- Cardinale Burkhard von Weißpriach